# Mitreum Chozroesa

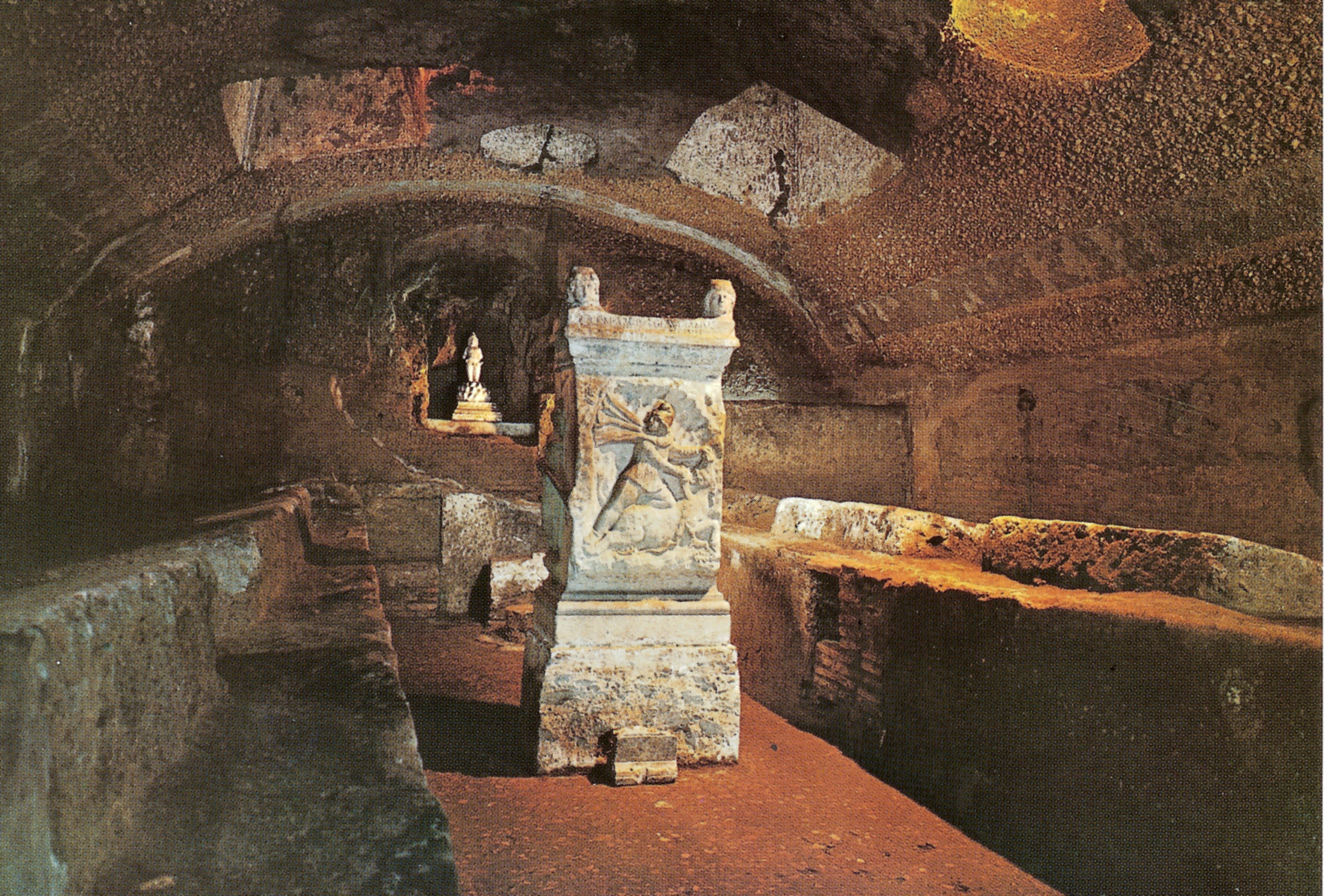
Mitreum pod San Clemente.

Mitreum Chozroesa – powieściowa świątynia boga Mitry wzniesiona przez króla Chozroesa w górach Armenii.

## Budowla
Stosunkowo niewielkich rozmiarów budynek został wzniesiony na szczycie urwistej skały i przykryty kopułą z szarego kamienia. Chozroes, który lubował się we wszelkich zagadkach związanych z położeniem rzeczywistym Ziemi we wszechświecie, a w szczególności względem Słońca, zebrał w niej wszelkie możliwe i niemożliwe rozwiązania tych zagadek w postaci ksiąg, rysunków, rzeźb, przyrządów  i instrumentów muzycznych, tablic i kul ruchomych, poruszanych za pomocą pary wodnej. Dolna kondygnacja świątyni ukrywała grotę, z której prowadziła droga w dół ku ogniowi podziemnemu. 

## Kwestia ognia podziemnego
Swoiście rozumiał kwestię owego ognia przyszły król Chorezmii, Wazamar. Wędrując przez krainy leżące ponad północnymi rzekami wypytywał o drogę poprzez którą mędrzec Zaratusztra zstąpił przed wiekami po święty, nigdy nie gasnący ogień. Przyniesiony przez siebie ogień Zaratusztra powierzył magom chorezmijskim. Teraz jednak ogień ten słabnie, a jeśli zgaśnie straci wszelką moc pośrednik między niebem a ziemią, Mitra i Aryman z Ahuramazdą zniszczą ludzi, strząsając ich jak mrówki z brzegu talerza. Jego rozmówcy albo uważali, że ogień wygasł albo, że grota dawno się zapadła albo sądzili, że po ogień można pójść, ale tylko przeszedłszy wcześniej przez wszystkie stopnie zjednoczenia z duchem Mitry. Synowie Teuty: Klaudiusz i Kwintyliusz uważali, że Wazamar szukał pozoru, by zmylić czujność szpiegów rzymskich. Anulinus z kolei brał te poszukiwania na serio, twierdząc, że pozór taki byłby zbyt naciągany. Klaudiusz Senecjo, żołnierz rzymski, który podczas wyprawy Septymiusza Sewera za Eufrat, spotkał tam ucznia czy towarzysza Chozroesowego o imieniu Manes, dowiedział się od niego, że Chozroes uważał podziemny ogień za iskrę, którą uwięziła w swym wnętrzu stygnąca Ziemia, gdy przed milionami może lat oderwała się sama od gwiazdy ognistej i przetworzyła w twardy grunt.
Pogląd synów Teuty przejął potem pierworodny syn Mitroanii, Septymiusz Senecjo, a po nim jego drugi syn, autor historii wojen rzymskich z Sarmatami za Waleriana, Galiena i Klaudiusza. W ostatniej księdze swego dzieła wyraził pogląd, że nikt naprawdę podziemnego ognia nie szukał, ani weń nie wierzył. Chozroes zaś po to rozsiewał wieści o nim, aby nieprzyjaciół utrzymywać w przesądzie, że jego wysokogórska siedziba to miejsce święte i straszne i odbierać im ducha do walki. Uczestnicy wypraw rzymskich przeciw Persji uważali, że wytrwałość Chozroesa w stawianiu oporu Persom, wynika z obawy, że jego zbiory mogłyby wpaść w ręce perskich magów. Aby się przed tym zabezpieczyć, spowodował zniszczenie Mitreum w wyniku sztucznego trzęsienia ziemi po swojej śmierci.

## Odwiedzający
W 244 roku odwiedził Chozroesa w jego twierdzy przyszły cesarz Kwintyliusz ze świeżo poślubioną żoną, chrześcijanką Paulą. W dziesięć lat później, w roku 253 lub 254, znalazł się tam Septymiusz Senecjo. Przybył albo, jak chciała Mitroania, ze wschodu, okrążając dookoła Ziemię, albo wezwany z Rzymu do chorego Chozroesa. Był obecny przy jego śmierci, mógł więc też być świadkiem zniszczenia Mitreum. Trzydzieści lat po nim, w 283 roku, Numerian, młodszy syn cesarza Karusa, poeta, przy pomocy Dioklesa ułożył plan zaatakowania Persów centralnie i skrzydłami, przez Armenię i Chorezm, po to by dotrzeć do Mitreum Chozroesa i do zatopionej na dnie Oksosu Zgody Narodów. W tym celu próbował wydostać zapiski na ten temat od Anulina. Gdy to się nie udało, bratowa poprosiła współcesarza Karyna o pomoc, a ten najechał Anulina zbrojnie. Jednak i on nic nie wskórał. Numerian chciał dokończyć poemat Lukrecjusza De rerum natura. Czerpiąc naukę o atomach z Epikura i Demokryta, uważał jednak, że bogowie są zainteresowani tym, co się dzieje wśród ludzi i szukał potwierdzenia dla sowich poglądów w zbiorach Chozroesa i odkryciach Orestesa, zatopionych w Oksosie. 